# Galium kitaibelianum
Galium kitaibelianum är en måreväxtart som beskrevs av Schult.. Galium kitaibelianum ingår i släktet måror, och familjen måreväxter. Inga underarter finns listade i Catalogue of Life.